# Pijawnik
Pijawnik, stróż krokodyli, żwirowiec nilowy (Pluvianus aegyptius) – gatunek ptaka będącego jedynym przedstawicielem rodziny pijawników (Pluvianidae) z rzędu siewkowych (Charadriiformes). Występuje w Afryce Subsaharyjskiej, aż po centralną część kontynentu. Nie jest zagrożony.

## Taksonomia
Po raz pierwszy zgodnie z zasadami nazewnictwa binominalnego gatunek ten opisał Karol Linneusz w 1758 w 10. edycji Systema Naturae pod nazwą Charadrius ægyptius; jako miejsce typowe wskazał Egipt. Linneusz opierał się na badaniach swego współpracownika Fredrika Hasselqvista (1722–1752), którego notatki z wyprawy na Bliski Wschód opublikował w 1757. Obecnie (2022) Międzynarodowy Komitet Ornitologiczny umieszcza pijawnika w monotypowym rodzaju Pluvianus jako P. aegyptius; nie wyróżnia podgatunków. W 2007 pijawnik został wydzielony ze żwirowcowatych do osobnej rodziny pijawników (Pluvianidae); ma ona osobną linię rozwojową, stanowi grupę zewnętrzną wobec siewkowatych i spokrewnionych gatunków.

### Etymologia
- Pluvianus: fr. nazwa „Pluvian du Sénégal” nadana pijawnikowi przez Louisa Daubentona w XVIII wieku, od Pluvier – siewka[12].
- aegyptius: łac. Aegyptius – egipski, Egipcjanin, od gr. Αιγυπτιος Aiguptios – Egipcjanin[13].
- Ammoptila: gr. αμμος ammos – piasek; πτιλον ptilon – pióro[14].

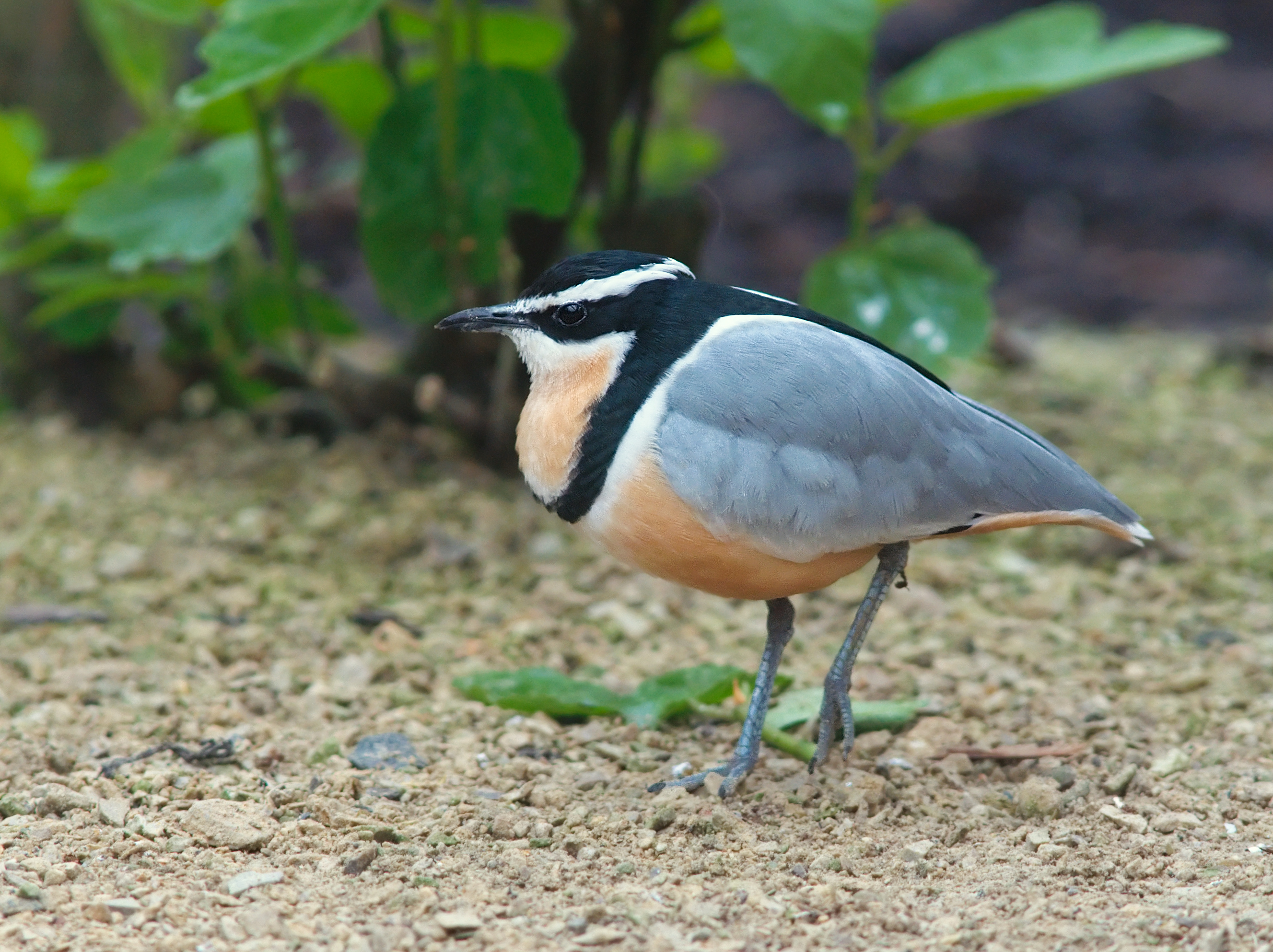

## Morfologia
Długość ciała wynosi 19–22 cm, masa ciała – 73–92 g, rozpiętość skrzydeł – 47–51 cm. Środek grzbietu, wierzch głowy, szeroki pasek przebiegający przez oko i drugi, okalający pierś, mają kolor czarny, dookoła czarnych obszarów rosną białe pióra. Brew biała. Pokrywy i sterówki szaroniebieskie, przy czym sterówki wyróżniają się białymi końcówkami. Na skrzydle można dostrzec wyraźny, czarno-biały wzór; utworzony jest z białego pola na lotkach i sterówkach oraz skośnego, czarnego pasa biegnącego przez każde ze skrzydeł oraz końce lotek. Skrzydło od spodu czysto białe, jednak również występuje czarny, ukośny pas. Pozostałą część spodu ciała porastają pióra barwy od kremowej po płową. Dziób czarny, nogi i stopy szaroniebieskie. W upierzeniu nie występuje dymorfizm płciowy. Osobniki młodociane są podobne do dorosłych, jednak mają rdzawobrązowe pokrywy skrzydłowe mniejsze i średnie, do tego ich pióra na grzbiecie są brązowawo obrzeżone.

## Zasięg występowania
Pijawnik występuje w Afryce Subsaharyjskiej – od Senegalu po zachodnią Erytreę i zachodnią Etiopię, dalej na południe do północnej Demokratycznej Republiki Konga i północnej Ugandy, dalej wąskim pasem do niższej części zlewiska rzeki Kongo i skrajnie północnej części Angoli. Dawniej zasięg pijawnika sięgał dalej na północ, wzdłuż Nilu aż po Egipt; obecnie gatunek wymarł w tych obszarach. Pijawnik zasiedla okolice nizinnych rzek z pasami piachu lub żwiru. Unika obszarów silnie zalesionych oraz estuariów. Często pojawia się w okolicach rzek w pobliżu osiedli ludzkich, np. w Tompari Ferry w Sierra Leone. Ogółem gatunek osiadły, jednak podejmuje na skalę lokalną wędrówki związane ze zmianą poziomu wody w rzekach.

## Pożywienie
Pijawniki żywią się bezkręgowcami, w tym małżami, owadami wodnymi; ma również zjadać nasiona oraz fragmenty rybich trucheł. Żeruje zarówno zbierając pokarm z powierzchni, jak i m.in. łapiąc owady w biegu, przeczesując piasek lub szukając zdobyczy pod kamieniami. Nie ma dowodów na zjadanie przez pijawniki owadów z paszczy krokodyli.

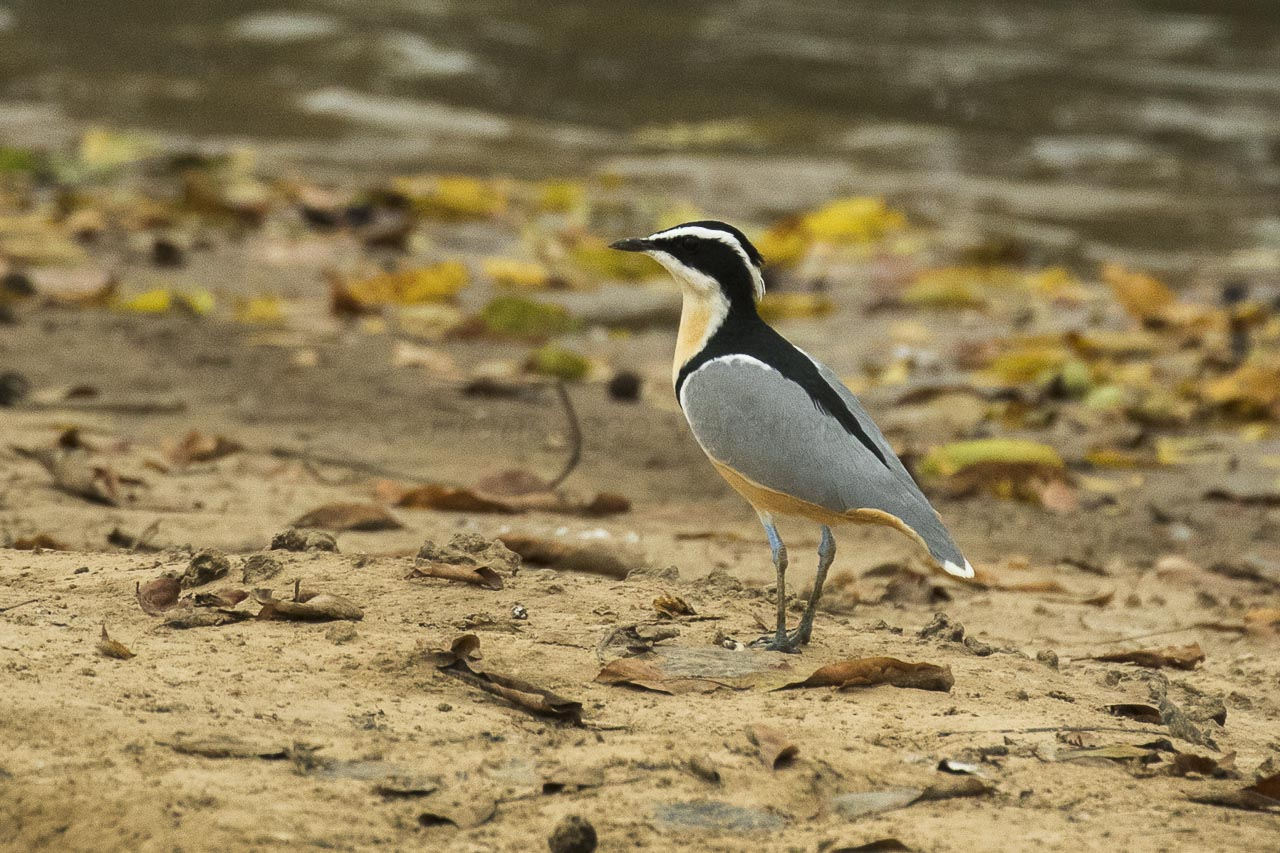

## Rozród
Na północ od równika pijawniki gniazdują od stycznia do maja, kiedy poziom wód jest niski; stwierdzono jednak małe pisklę w Ghanie pod koniec listopada. Brak informacji o sezonie lęgowym w południowej części zasięgu. Przedstawiciele P. aegyptius są monogamiczni, gniazdują samotnie. Gniazdo to głęboki dołek, niewyściełany; umieszczony jest na piaszczystym łachu. Zniesienie liczy 2–3 jaja o żółtobrązowej skorupce, ozdobionej czarnobrązowymi i szarymi kropkami. Znane wymiary jaj to 28,4–33,9 mm na 23–24,4 mm, zaś masa 8,51–10,48 g. Inkubacja trwa 28–31 dni, wysiadują oba ptaki z pary. Rankiem samiec i samca mogą zmieniać się nawet co 4 godziny, jednak w najgorętszych porach dnia zmieniają się co około 10–20 minut. Podczas wysiadywania jaja są przynajmniej częściowo zagrzebane, zaś ptaki w najgorętszych porach doby zwilżają piasek z pomocą wody wsiąkniętej w pióra na brzuchu, aby schłodzić jaja. Pisklęta klują się pokryte z wierzchu czarno-płowymi plamami, za to od każdego ich oka w tył biegnie biała linia; na karku zbiegające się linie tworzą plamę. Młode opuszczają gniazdo już w pierwszym dniu życia, jednak nim nie osiągną 3–4 tygodni, rodzice nadal mogą przykrywać je piaskiem. Ponadto chłodzą pisklęta namoczonymi piórami na brzuchu. Młode w wieku około 7 dni potrafią samodzielnie żerować; przypuszczalnie są w pełni opierzone po 30–35 dniach życia.

## Status i zagrożenia
IUCN uznaje pijawnika za gatunek najmniejszej troski (LC, Least Concern) nieprzerwanie od 1988 (stan w 2021). W 2023 roku organizacja Wetlands International szacowała liczebność populacji na 21–75 tysięcy osobników, a jej trend oceniała jako wzrostowy. Zagrożeniem dla gatunku jest przekształcanie środowiska wskutek budowy tam.